# Instituto de Pesquisa Aeroespacial da Coreia

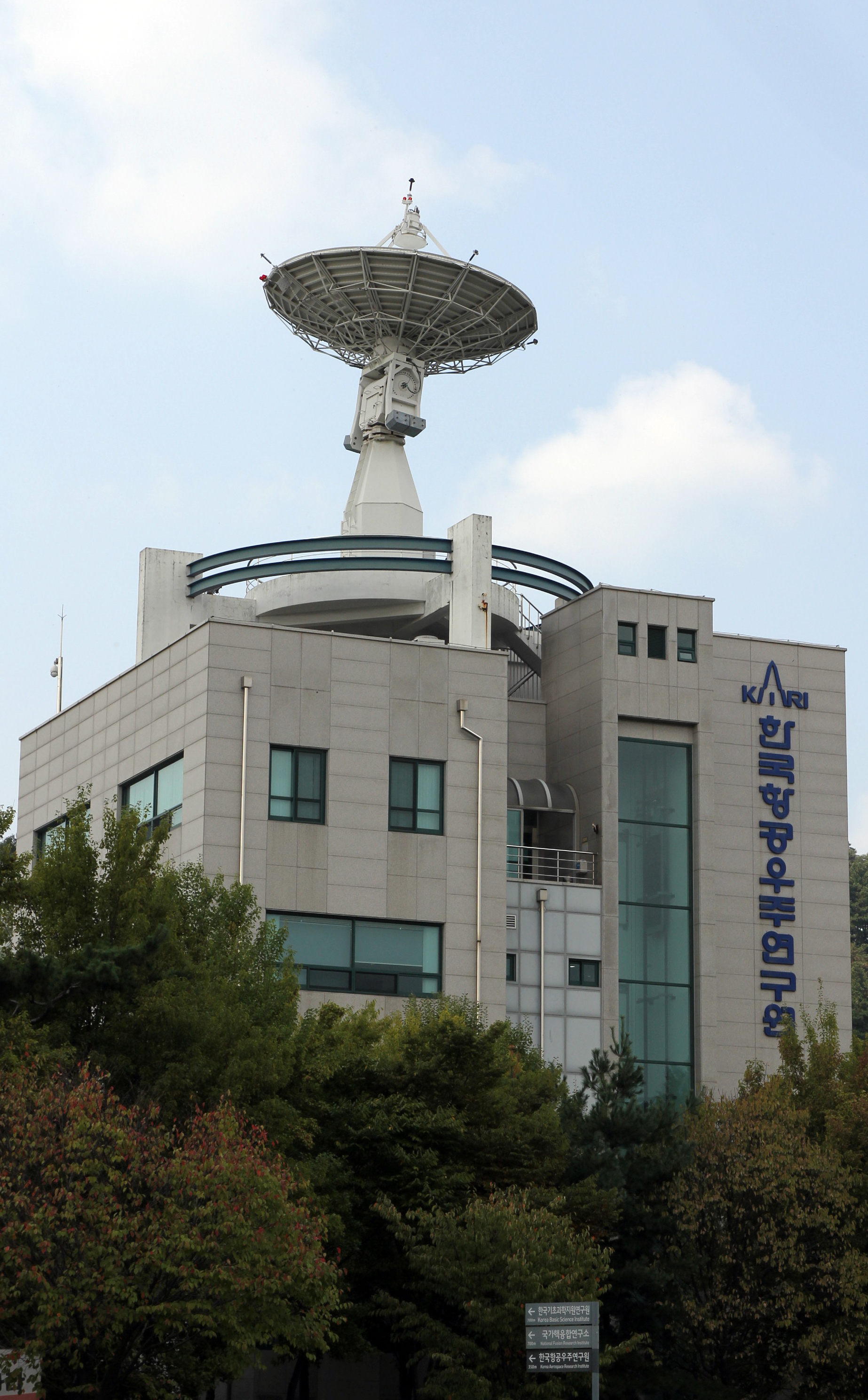
Instituto de Pesquisa Aeroespacial da Coreia (KARI)

O Instituto de Pesquisa Aeroespacial da Coreia (KARI) é a agência de aeronáutica e espaço da Coreia do Sul. Seus principais laboratórios estão localizados em Daejeon, na Daedeok Science Town. Os projetos atuais incluem o lançador KSLV-2. Os projetos anteriores incluem o satélite Arirang 1 de 1999. A agência foi fundada em 1989. Antes da entrada da Coreia do Sul na IAE em 1992, a mesma é focada principalmente na tecnologia aeroespacial. A mesma também é responsável pela operação do satélite COMS 1.

## Satélites geoestacionários
| Satélite       | Fabricante   | Data do lançamento      | Veículo de lançamento | Estado | Nota                                            |
| -------------- | ------------ | ----------------------- | --------------------- | ------ | ----------------------------------------------- |
| COMS 1         | EADS Astrium | 26 de junho de 2010     | Ariane 5 ECA          | Ativo  | Também conhecido por GEO-Kompsat 1 e Chollian 1 |
| GEO-Kompsat 2A | KARI         | 4 de dezembro de 2018   | Ariane 5 ECA          | Ativo  | Também conhecido por Chollian 2A                |
| GEO-Kompsat 2B | KARI         | 18 de fevereiro de 2020 | Ariane 5 ECA+         | Ativo  | Também conhecido por Chollian 2B                |